# Lucas Pieters Roodbaard

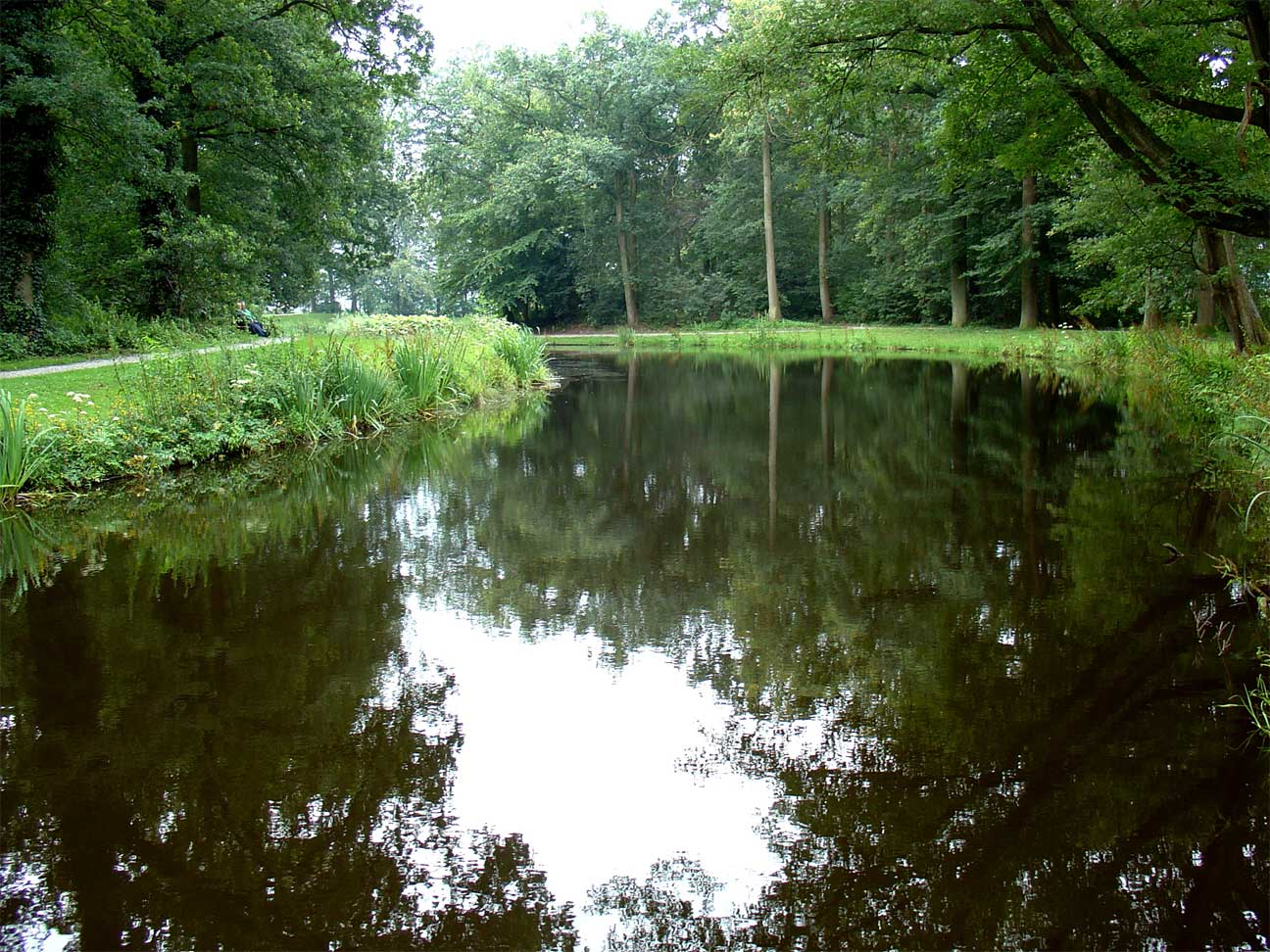
De Nieuwe Aanleg Wolvega

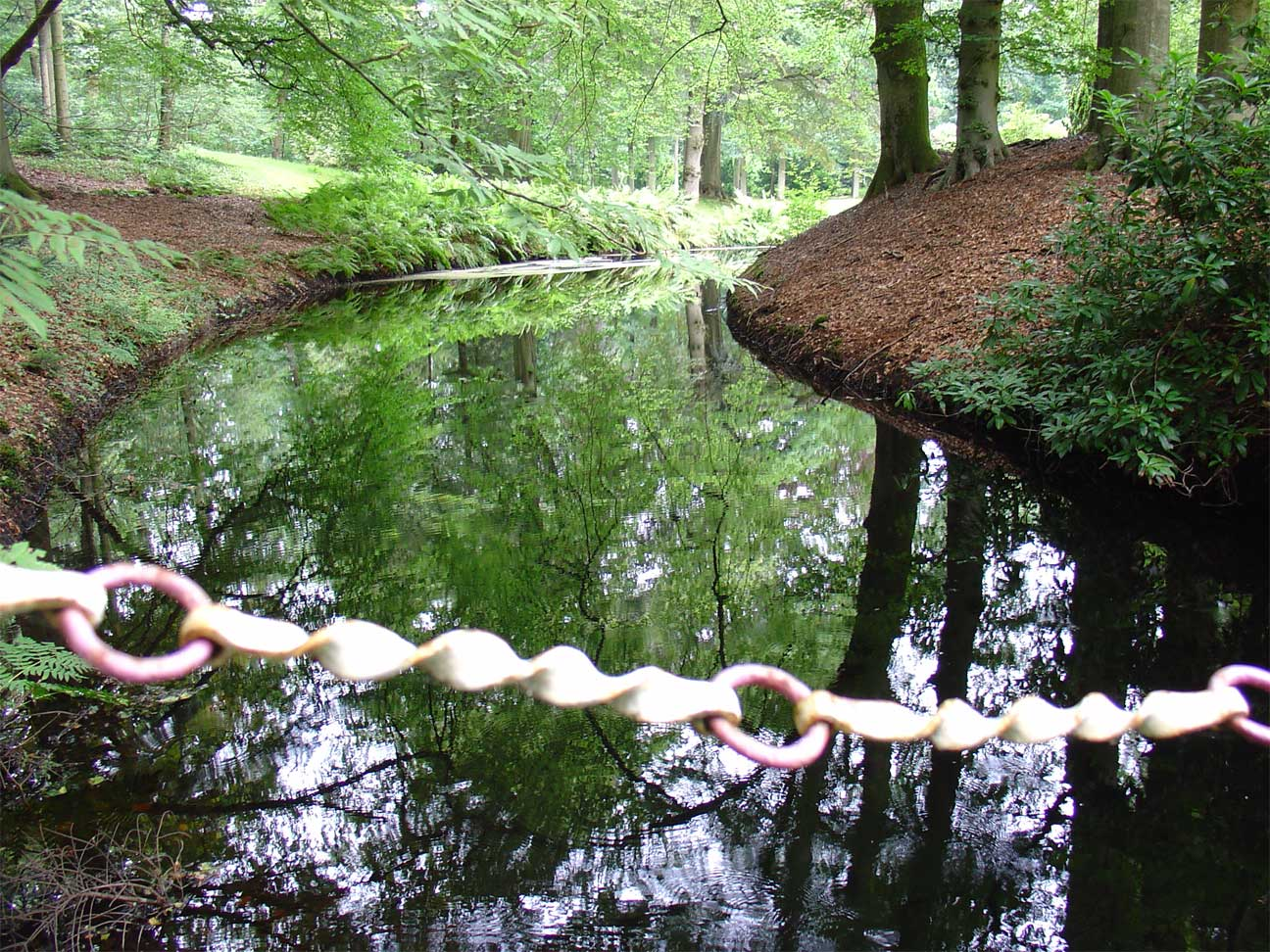
Oranjestein in Oranjewoud

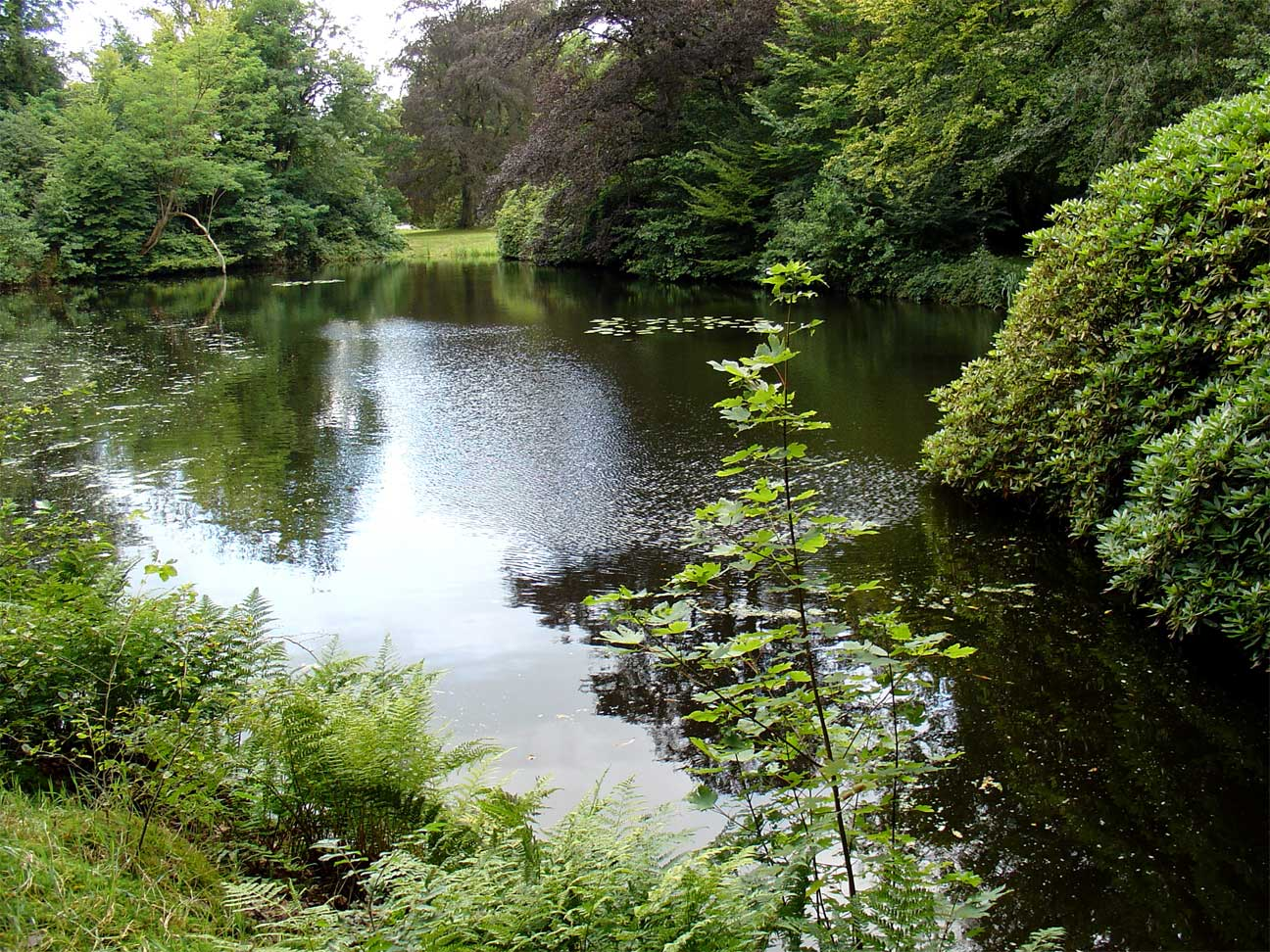
De Braak in Paterswolde

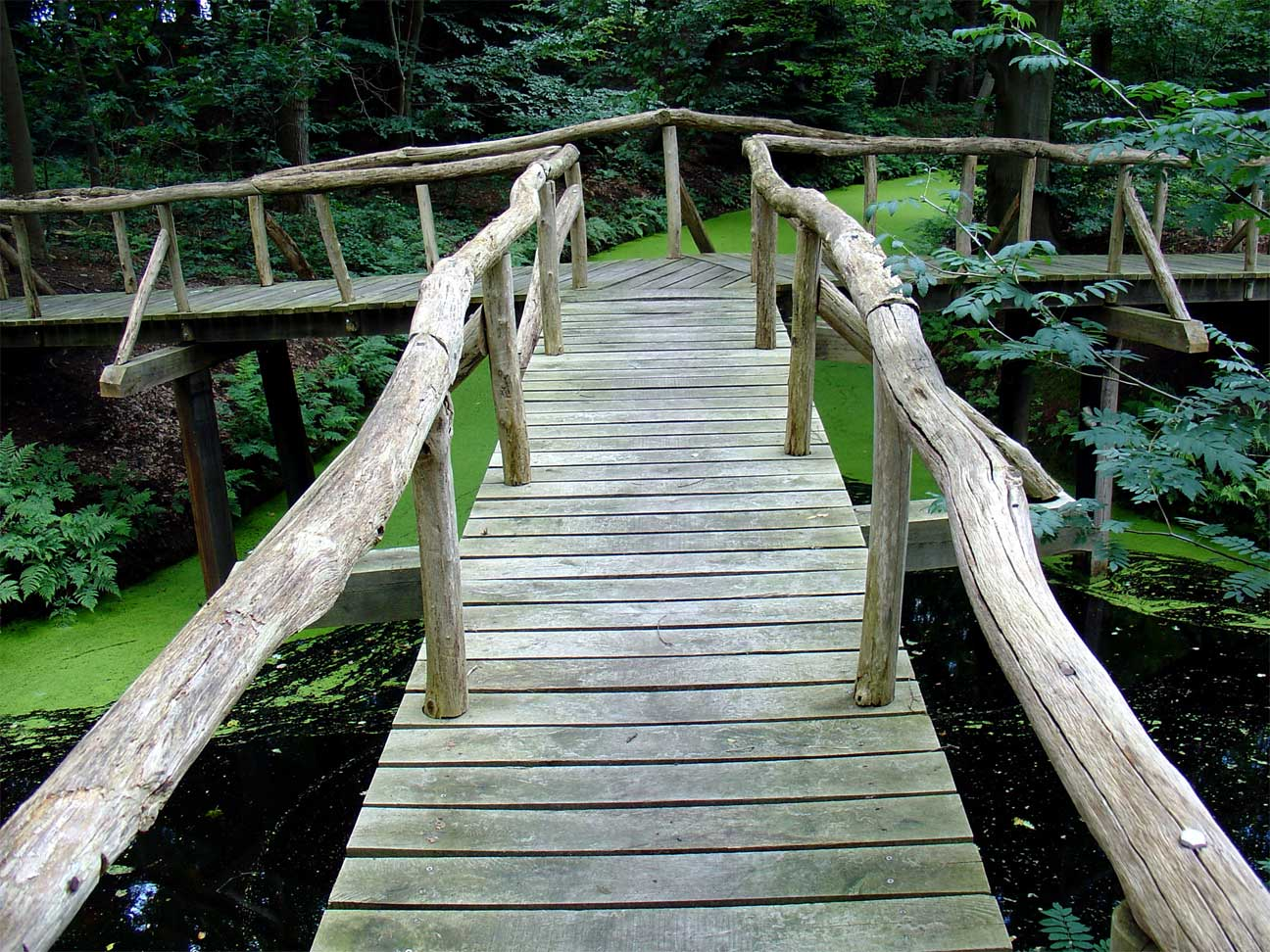
Fraeylemaborg in Slochteren

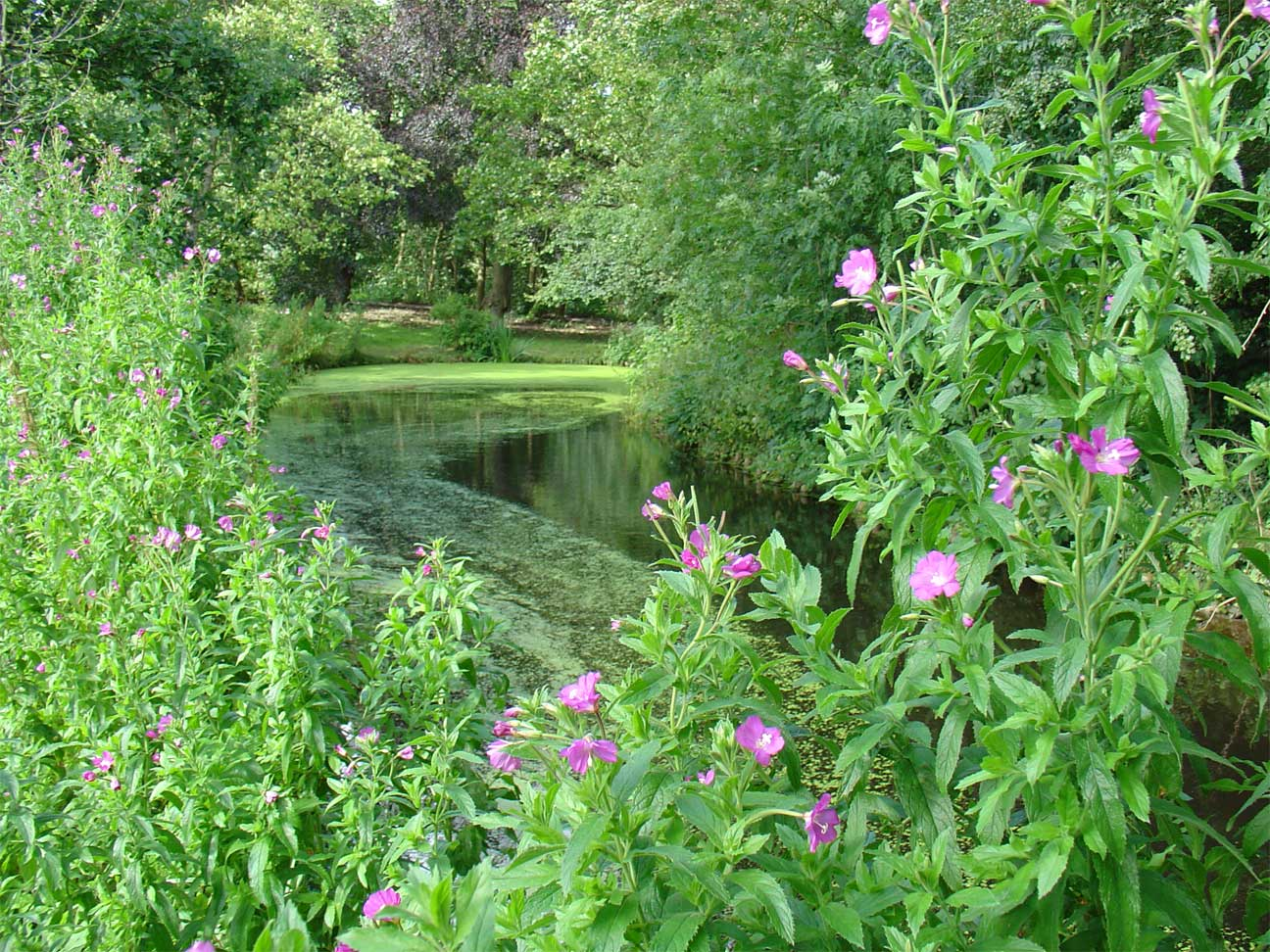
Ekenstein bij Appingedam

Lucas Pieters Roodbaard (Rolde, gedoopt 20 januari 1782 – Leeuwarden, 23 mei 1851) was een Nederlands tuinarchitect.
Lucas Roodbaard, zoon van de hovenier Pieter Harms Roodbaard en Hillegien Lucas Enting, trouwde op 24 december 1813 te Groningen met de schippersdochter Hillegien Deddes. Zij woonden tot 1824 in Groningen en daarna in Leeuwarden. Ten minste vijf van hun kinderen overleden op zeer jonge leeftijd.
Roodbaard maakte meer dan 50 ontwerpen voor onder meer parken en tuinen bij buitenplaatsen. Na de ontmanteling van de stadswallen in Leeuwarden kwam er plaats voor de aanleg van stadsparken. Bij de aanleg ervan heeft Roodbaard een belangrijke rol gespeeld. Ook onder de Friese en Groningse adel bevonden zich veel opdrachtgevers voor Roodbaard. Het werk van Roodbaard kan geschetst worden als 'romantisch'. Na de rechthoekige vormen, die tot die tijd gangbaar waren koos hij voor ronde vormen en slingerpaadjes. Behalve tuinontwerpen heeft hij ook portretten gemaakt van mensen. Zijn dochter Johanna trad in de voetsporen van haar vader en werd kunstschilder.
Roodbaard overleed vier jaar na het overlijden van zijn vrouw in 1851 te Leeuwarden. Hij is begraven op de door hemzelf ontworpen Stadsbegraafplaats van Leeuwarden. Op initiatief van de toen opgeheven Stichting Oude Stadsbegraafplaats Leeuwarden is in mei 2005 zijn grafzerk vernieuwd.

## Werken
- Prinsentuin te Leeuwarden
- Oude Stadsbegraafplaats Leeuwarden, waarvan de poortgebouwen door Isaäc Warnsinck
- Nieuwe Aanleg te Wolvega
- de tuin van het Poptaslot (Heringastate) te Marssum
- Fogelsangh State te Veenklooster
- Tuin Huize Vreewijk te De Folgeren
- De Braak te Paterswolde
- Stania State te Oenkerk
- Vijversburg te Tietjerk
- De Klinze te Oudkerk
- Oranjestein in Oranjewoud
- Ekenstein te Appingedam
- Fraeylemaborg te Slochteren
- Epema State te IJsbrechtum
- Harsta State te Hogebeintum (vermoedelijk)
- Huize Oostenburg te Sint Annaparochie (vermoedelijk)
- Rinsma State te Driesum (vermoedelijk)
- De Overtuin van Lyndensteyn te Beetsterzwaag
- Engelse Tuin te Harlingen
- Van Haersmapark te Drachten[1]
- Herema State te Haskerland
- Ropta State te Wijnaldum
- Martenatuin te Franeker
- Philippusfenne te Kollum